# 진도 김씨
진도 김씨(珍島金氏)는 전라남도 진도군를 본관으로 하는 한국의 성씨이다.
시조 김국빈은 후한에서의 난을 피해 배를 타고 한반도로 들어왔고 신라 미추왕은 그에게 군국정사(軍國政事)라는 벼슬을 내려 신라에서 살게 했다.

## 참고 자료
- “김씨(金氏) 본관(本貫) 진도(珍島)”. 《한국족보출판사》. 2022년 11월 29일에 원본 문서에서 보존된 문서.
- 金光林 (2014). “A Comparison of the Korean and Japanese Approaches to Foreign Family Names” (PDF). 《Journal of cultural interaction in East Asia》 (영어) (東アジア文化交渉学会). 18면. 2016년 3월 27일에 원본 문서 (PDF)에서 보존된 문서.